# Pericyma obscura
Pericyma obscura är en fjärilsart som beskrevs av Edward P. Wiltshire 1980. Pericyma obscura ingår i släktet Pericyma och familjen nattflyn. Inga underarter finns listade i Catalogue of Life.